# Йозеф Ланнер
Йозеф Ланнер (нім. Joseph Lanner; 12 квітня 1801, Відень — 14 квітня 1843, там само) — австрійський композитор, диригент і скрипаль. Поряд з Йоганном Штраусом є основоположником віденського вальсу. Залишив після себе щонайменше 200 вальсів.

## Біографія
Йозеф Ланнер народився у віденському кварталі Санкт-Ульріх. Навчившись самостійно грати на скрипці, Ланнер почав грати в невеликому струнному оркестрі Мішеля Памера, а на початку 1820-х рр. очолив власний струнний квартет, успіх якого дозволив йому до 1824 року очолити невеликий оркестр. Цей оркестр виконував танцювальну музику на віденських карнавалах і міських святах, він швидко завоював значну популярність, так що Ланнер запросив Йоганна Штрауса як свого помічника, для роботи з іншим оркестровим складом. Це був квінтет, в якому він грав на скрипці, а Йоганн Штраус на альті. Пізніше шляхи двох музикантів розійшлися, і Штраус домігся набагато більшою популярності — частково завдяки тому, що активно концертував в різних країнах, тоді як Ланнер вважав за краще виступати виключно у Відні. Деякий час по тому Йозеф Ланнер також взяв на себе керівництво Віденським полковим оркестром. Він помер в 1843 році, у віці 42 років від тифу. Спочатку його тіло було поховано в Обердеблінгу, (нім. Oberdöbling), після чого воно було ексгумоване та перепоховане на віденському Центральному кладовищі, в братській могилі поряд з Йоганном Штраусом I і Йоганном Штраусом II.
Ланнер відомий перш за все як автор вальсів, повільних вальсів, галопів, попурі і маршів. Найпопулярніші вальси Йозефа Ланнера — це «Der Pesther Walze», Die Werber, Die Hofballtänze і Die Schönbrunner.
Ланнер відомий як засновник класичного віденського вальсу, що став самостійним танцювальним жанром. Саме в його творах вперше була викристалізувана характерна для цього жанру структура. Також Йозеф Ланнер поряд з Йоганном Штраусом був диригентом відомих віденських танцювальних оркестрів свого часу.
У 1828 році Йозеф Ланнер одружився з Францискою Янс, в шлюбі з якою мав трьох дітей. Його син, Август Ланнер — композитор, донька, Катаріна Ланнер — танцюристка. Його друга донька, Франциска Кароліна Ланнер (1836—1853), померла рано. Шлюб з Франціскою Янс був розірваний за рішенням суду 21 вересня 1842 року. З 1838 року Йозеф Ланнер жив з донькою м'ясника, Марією Краус. 6 жовтня 1843 року, вже після його смерті від тифу, народився його син, Карл Марія Краус.

## Творчість

### Вальси
- Die Schönbrunner тв.200
- Die Werber тв.103
- Die Mozartisten тв.196
- Trennungswalzer тв.19
- Krönungswalzer
- Die Kosenden
- Abend-Sterne тв.180
- Dampf-Walzer und Galopp тв.94
- Vermählungs-Walzer
- Blumen der Lust
- Die Neapolitaner
- Hofball-Tänze тв.161
- Pesther Walzer тв.93
- Mille Fleurs
- Die Schwimmer
- Prometheus-Funken
- Grätzer Walzer

### Віденські вальси
- Dornbacher Ländler тв.9
- Kirchweih
- Blumenfest

### Галопи
- Hollabrunner
- Carriére

### Попурі
- Capriciosa
- Musikalische Revue
- Die entfesselte Phantasie
- Musikalische Reisebilder